# آدم بد راحت می‌خوابد
آدم بد راحت می‌خوابد (انگلیسی: The Bad Sleep Well) فیلمی ژاپنی در ژانر جنایی و معمایی به کارگردانی آکیرا کوروساوا است که در سال ۱۹۶۰ منتشر شد. از بازیگران آن می‌توان به توشیرو میفونه، تاکاشی شیمورا، سیجی میاگوچی، چیشو ریو و کیوکو کاگاوا اشاره کرد.